# Stefano Podestà
Stefano Podestà (Chiavari, 1º agosto 1939) è un economista e politico italiano.
È stato Ministro dell'università e della ricerca scientifica e tecnologica nel primo governo Berlusconi.
Dopo la laurea in Economia all'Università degli Studi di Parma, ha iniziato la carriera accademica insegnando a Parma, a Ca' Foscari a Venezia, all'Università Statale di Milano e quindi alla Bocconi. I suoi principali interessi vertono intorno all'economia dei settori industriali e delle imprese manifatturiere e commerciali. Oggi si occupa dei Paesi e dei mercati orientali.
Nel 1994 si presentò alle elezioni politiche, venendo eletto nelle file del Polo delle Libertà. Fu quindi nominato ministro dell'Università e Ricerca Scientifica nel primo governo Berlusconi. Alcuni mesi dopo la caduta del governo, si allontanò dall'area di centro-destra, iscrivendosi infine come indipendente al Gruppo misto e a quello del PDS. Alla fine della legislatura, nel 1996, è tornato a tempo pieno all'attività accademica presso l'Università Bocconi.
Il Presidente della Repubblica gli ha concesso l'onorificenza di Cavaliere di gran croce della Repubblica.